# Lost (T)apes
Lost (T)apes è una raccolta della band Nu metal tedesca Guano Apes pubblicata nel 2006, contenente demo inediti registrati tra il 1994 e il 1995.
Esiste anche un'edizione deluxe dell'album intitolata The Best & The Lost (T)apes formata da 2 cd. Il primo cd è la raccolta del 2004 Planet of the Apes, mentre il secondo è Lost (T)apes.

## Tracce
1. Your Song [2:29]
2. Hanoi [2:07]
3. Maria [3:10]
4. Diokhan [2:42]
5. Open Your Eyes [3:26]
6. Get Busy [2:50]
7. Ignaz [2:34]
8. Rain [4:18]
9. Wasserfliege [3:30]
10. Come And Feel [4:36]
11. Running Away [3:39]
12. Dreamin' [3:47]